# Christoph Wetzel (Autor)
Christoph Wetzel (* 27. Februar 1944 in Bautzen; † 8. Mai 2020 in Göppingen) war ein deutscher Autor.

## Leben

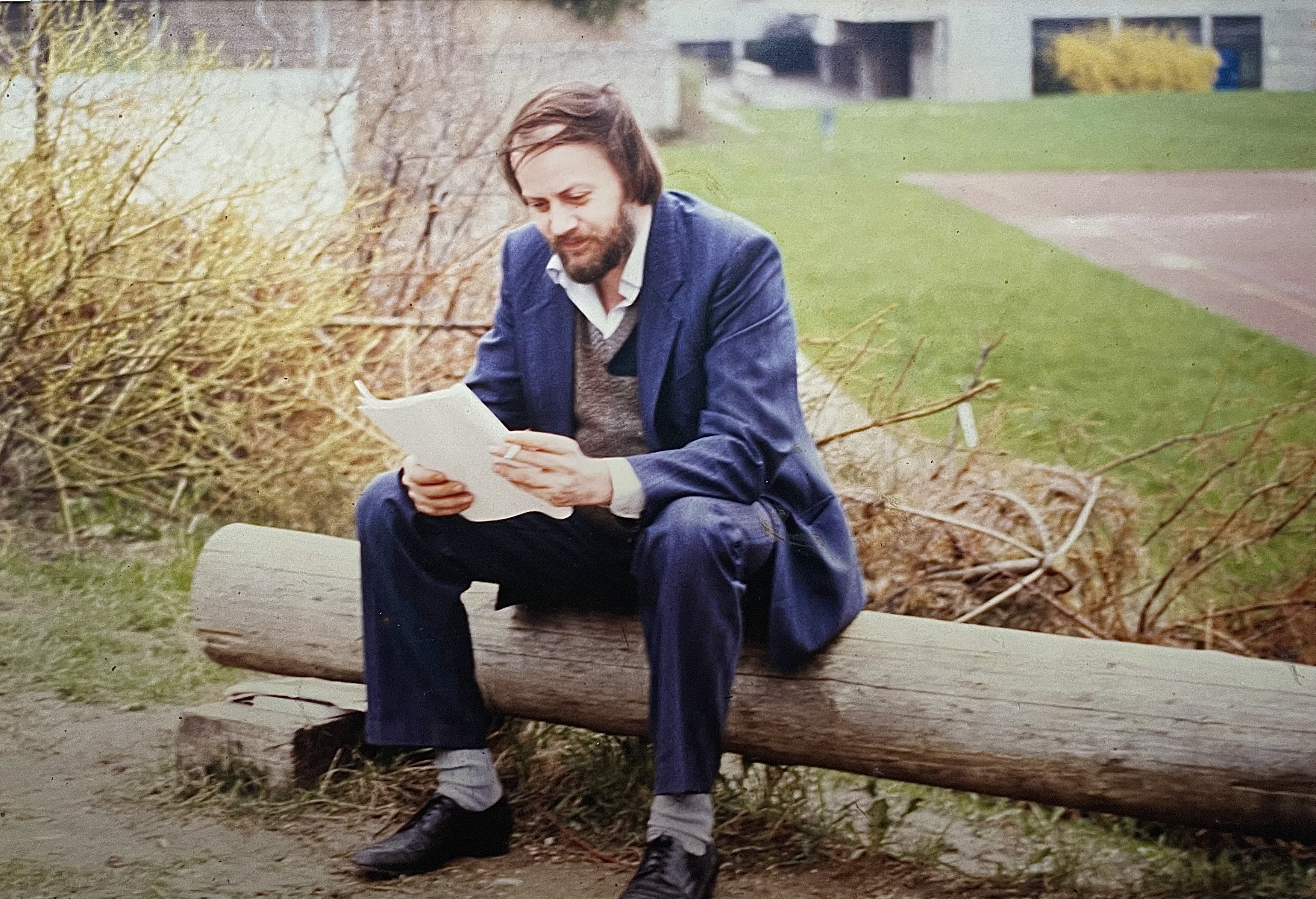
Autor Christoph Wetzel bei der Arbeit an einer Schule in Faurndau, Göppingen (1984)

Er studierte Kunst und Kunstgeschichte an den Kunstakademien Stuttgart, München und Wien, sowie Germanistik und Geschichte an den Universitäten München, Wien und Konstanz. Er war als Kunsterzieher, Verlagslektor und Herausgeber tätig und arbeitete danach als freier Sachbuchautor mit den Schwerpunkten Kunst, Literatur, Religion. Viele seiner jüngeren Bücher galten den wechselseitigen Reflexionen zwischen bildender Kunst und Literatur. So entstanden auch einige Pracht-Ausgaben der Bibel, die er mit der Auswahl von Kunstwerken illustrierte.
Wetzel war verheiratet mit Heidi Wetzel und Vater dreier Kinder. Er arbeitete und lebte seit 1995 in Göppingen, wo er im Mai 2020 verstarb.

## Veröffentlichungen
- Friedrich Schiller. Dargestellt von Christoph Wetzel. (Die Großen Klassiker. Band 1). Andreas Verlag, Salzburg, 1979, ISBN 3-85012-062-7.
- Heinrich Heine. Dargestellt von Herbert Schnierle und Christoph Wetzel. (Die Großen Klassiker. Band 11). Andreas Verlag, Salzburg 1980, ISBN 3-85012-074-0.
- Jean-Baptiste Molière. Dargestellt von Rüdiger Werle und Christoph Wetzel. (Die Großen Klassiker. Band 4). Andreas Verlag, Salzburg 1980, ISBN 3-85012-072-4.
- Gustave Flaubert. Dargestellt von Dorothea Fetzer, Christoph Wetzel und Gerhard Wiese. (Die Großen Klassiker. Band 35). Andreas Verlag, Salzburg 1980, ISBN 3-85012-093-7.
- Ernst Theodor Amadeus  Hoffmann. Dargestellt von Christoph Wetzel. (Die Großen Klassiker. 36), Andreas Verlag, Salzburg 1981, ISBN 3-85012-099-6.
- Joseph von Eichendorff. Dargestellt von Christoph Wetzel. (Die Großen Klassiker. Band 13). Andreas Verlag, Salzburg 1982, ISBN 3-85012-109-7.
- Hendrik Ibsen. Dargestellt von Heidi und Christoph Wetzel. (Die Großen Klassiker. Band 31). Andreas Verlag, Salzburg 1984, ISBN 3-85012-135-6.
- Paul Cézanne. Leben und Werk. Belser-Verlag, Stuttgart/Zürich 1984, ISBN 3-7630-1925-1.
- Vincent van Gogh. Leben und Werk. Belser-Verlag, Stuttgart/Zürich 1987 ISBN 3-7630-1914-6.
- Auguste Renoir. Leben und Werk.  Belser-Verlag, Stuttgart/Zürich 1987.
- Belser Stilgeschichte in sechs Bänden. (Herausgeber Christoph Wetzel), Band 1–6, Belser-Verlag, Stuttgart/Zürich 1993.
- Lexikon der Autoren und Werke. Ernst Klett, Stuttgart 1986, ISBN 3-12-347480-1.
- Literaturbetrieb kurzgefaßt Ernst Klett Verlag, Stuttgart 1988, ISBN 3-12-350600-2.
- Lexikon der deutschen Literatur. Autoren und Werke. Ernst Klett Verlag, Stuttgart 1992, ISBN 3-12-922641-9.
- Immerwährendes Kalendarium – Für Fest- und Gedenktage (Mit Bildern aus Prachthandschriften der Biblioteca Apostolica Vaticana). Belser-Verlag, Stuttgart/Zürich 1997, ISBN 3-7630-5915-6.
- Gebete. Begleitet von Bildern mittelalterlicher Buchmalerei. Bild- und Textauswahl sowie Erläuterungen von Christoph Wetzel. Belser-Verlag, Stuttgart/Zürich 1997, ISBN 3-7630-5805-2.
- Aktkunst. Meisterwerke aus drei Jahrhunderten. Belser-Verlag, Stuttgart/Zürich 1995, ISBN 3-7630-2315-1.
- Das Buch der Kunst. 5., aktualisierte und erweiterte Auflage. Reclam, Stuttgart 2017, ISBN 978-3-15-011113-0. (Mit 374 Abbildungen)
- Reclams Sachlexikon der Kunst. Reclam-Verlag, Ditzingen 2007, ISBN 978-3-15-010601-3.
- Das große Lexikon der Symbole. Primus-Verlag, Darmstadt 2008, ISBN 978-3-89678-384-4.
- Die Bibel in der bildenden Kunst. Verlag Philipp Reclam, Stuttgart 2009, ISBN 978-3-15-018571-1.
- Wie erkenne ich? Christliche Symbole in der Kunst. Belser-Verlag, Stuttgart/Zürich, 2009, ISBN 978-3-7630-2518-3.
- Der kleine Kirchenführer. Bilder, Räume, Symbole. Sankt Ulrich Verlag, Augsburg 2009, ISBN 978-3-86744-097-4.
- Symbole der Liebe. Primus-Verlag, Darmstadt 2011, ISBN 978-3-89678-837-5.
- Wörterbuch der Malerei. (Reclams Universal-Bibliothek; Nr. 18827). Reclam, Stuttgart 2011, ISBN 978-3-15-018827-9.

## Bibel-Ausgaben
- Die Bibel. Stuttgarter Bibel der Buchmalerei. Die Einheitsübersetzung mit Meisterwerken Mittelalterlicher Buchkunst. Belser-Verlag, Stuttgart/Zürich 1996 ISBN 3-7630-5631-9.
- Die Große Bibel der Moderne. Katholisches Bibelwerk, Stuttgart 1999, ISBN 3-460-31956-9.
- Die Vatikan-Bibel. Einheitsübersetzung der Heiligen Schrift. Altes und Neues Testament bebildert mit Meisterwerken aus dem Vatikan. Bildauswahl und Bildkommentar von Christoph Wetzel. Belser Verlag, Verlag Katholisches Bibelwerk, Stuttgart 2009, ISBN 978-3-460-32096-3.